# Latino Coelho
José Maria Latino Coelho (Lisboa, 29 de noviembre de 1825 - Sintra, 29 de agosto de 1891), más conocido por Latino Coelho, fue un militar, escritor, periodista y político portugués.
En el año 1852, cuando se publicó en Portugal la obra La Iberia, de Sinibaldo de Mas, antiguo embajador de España en China, en la que se defendía la necesidad de una aproximación entre portugueses y españoles y se hacía apología de la unión pacífica de España y Portugal, Latino Coelho escribió el prólogo de la obra para la edición portuguesa, manifestándose adepto al iberismo. En este prefacio postula la «necesidad de difundir entre nosotros las ideas de la fusión o por lo menos de la alianza ibérica». También retomaría este tema en 1859 en el prefacio de la obra de Sixto Cámara titulada A União Ibérica.